# Otto Berman
Otto „Abbadabba“ Berman alias Otto Biedermann (* 1889 in New York City; † 24. Oktober 1935 in Newark, New Jersey) war ein Buchhalter der „Kosher Nostra“, der insbesondere wegen seiner Fähigkeiten zur Fälschung von Rechnungsbüchern bekannt war. 

## Biografie
Berman wurde als Otto Biederman als Sohn jüdischer Immigranten geboren. Im Alter von 15 Jahren kam er erstmals mit dem Gesetz in Konflikt und wurde wegen einer angeblichen versuchten Vergewaltigung verhaftet. Von diesem Vorwurf wurde er allerdings freigesprochen. Später ergriff er den Beruf des Buchhalters, für den er aufgrund seiner Begabung für Zahlen besonders geeignet war. Er war in der Lage, komplexe mathematische Gleichungen in Sekundenschnelle im Kopf zu lösen.
In den 1930er Jahren schloss sich Berman endgültig der Unterwelt an und wurde Buchhalter und Berater des berüchtigten New Yorker Gangsters Dutch Schultz, welcher dem Bugs and Meyer Mob von Meyer Lansky und Bugsy Siegel zuzurechnen ist.
Am Abend des 23. Oktober 1935 nahm Berman zusammen mit zwei anderen Angehörigen der Bande des Dutch Schultz sowie diesem selbst an einem Treffen in einem Restaurant in Newark, New Jersey teil. Während dieser Versammlung stürmten plötzlich einige schwerbewaffnete Männer das Lokal. Die wahrscheinlich auf Weisung von Lucky Luciano handelnden Auftragskiller, unter ihnen Charles Workman und Emanuel Weiss von Murder, Inc., eröffneten sofort das Feuer auf Dutch Schultz und seine Männer. Berman wurde von mehreren Projektilen getroffen und schwer verletzt. Er verlor noch am Ort des Überfalls das Bewusstsein und erlag einige Stunden später in einem Krankenhaus in Newark seinen Verletzungen.

## Film- und Literaturzitate
- Der aus diversen Gangsterfilmen bekannte Ausspruch: „Nothing personal, it is just business“ (engl.: „Es ist nichts Persönliches, nur das Geschäft“) wird ihm zugeschrieben.
- 1934 erschien der Film Little Miss Marker. Als regelmäßiger Teilnehmer am New Yorker Nachtleben lernte Berman den Autor Damon Runyon kennen, mit dem er sich anfreundete. Dieser nahm Berman als Vorlage für den in seinen Werken wiederkehrend auftretenden Charakter Regret. Anlässlich der Verfilmung von Runyons Geschichte 1934 wurde Berman durch die eindringliche Darstellung des Charakterschauspielers Lynne Overman ein Denkmal gesetzt.
- Im Spielfilm Cotton Club (1984) von Francis Ford Coppola spielt ihn Allen Garfield.
- 1989 erschien der später mit dem PEN/Faulkner Award ausgezeichneten Roman Billy Bathgate von E. L. Doctorow; Berman tritt darin als weiser Berater des Hauptcharakters in der Rolle des Antihelden in Erscheinung.
- 1991: Im Film Billy Bathgate verkörpert Steven Hill den Charakter und ist Mentor der fiktiven Filmfigur „Billy Bathgate“, für die es auch keine realen Vorbilder gibt.